# Jack Quaid

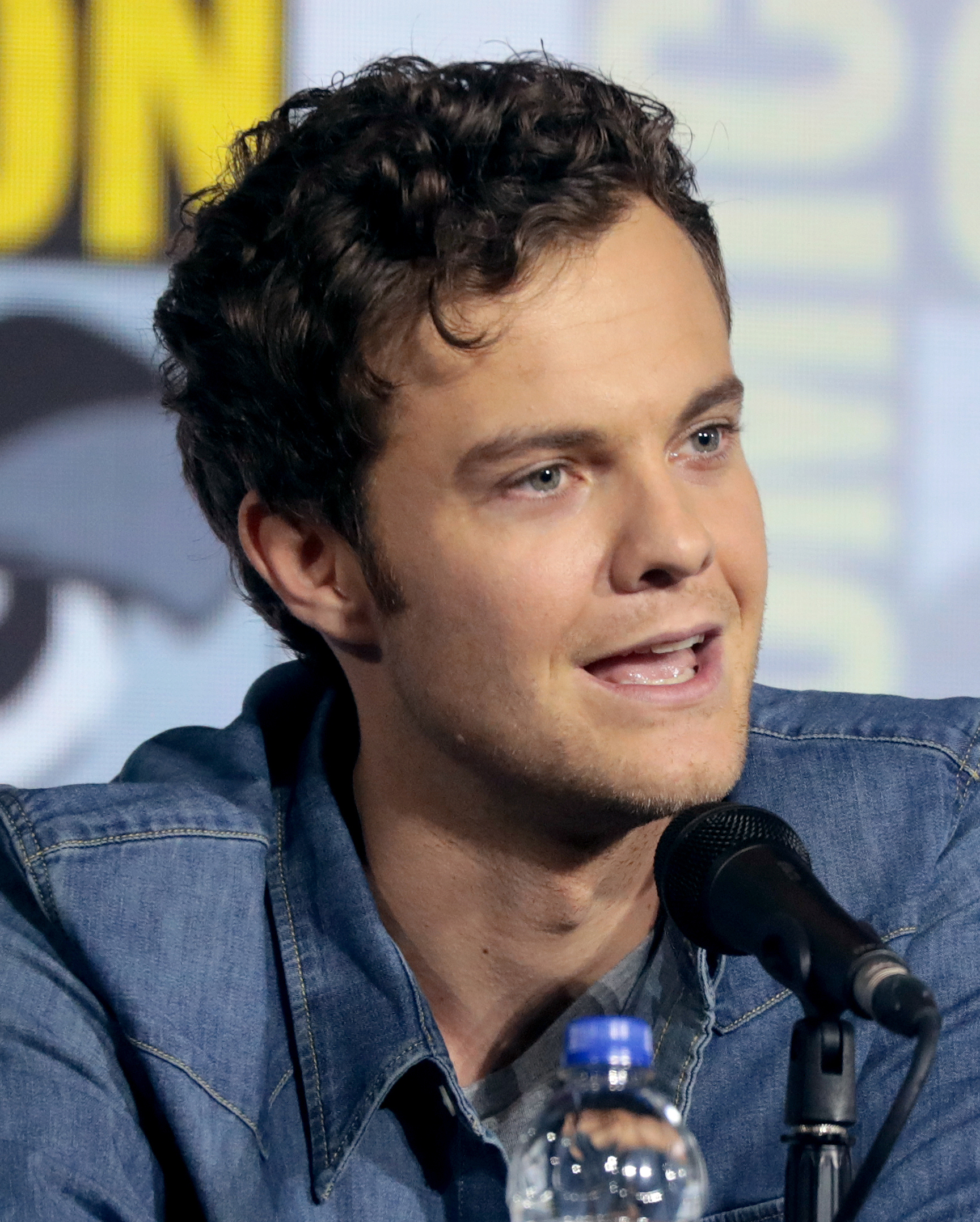
Jack Quaid, 2019

Jack Henry Quaid (* 24. April 1992 in Los Angeles, Kalifornien) ist ein US-amerikanischer Schauspieler und Synchronsprecher. Bekanntheit erlangte er vor allem durch seine Rolle als Hughie Campbell in der US-Fernsehserie The Boys.

## Leben
Quaid ist der Sohn der Schauspieler Dennis Quaid und Meg Ryan. Sein Onkel Randy Quaid ist ebenfalls Schauspieler. Nach der Scheidung der Eltern lebte er mit seiner Mutter in Los Angeles.
Quaid studierte Schauspiel an der Tisch School of the Arts in New York City. Erste Schauspielerfahrungen machte er 2011 in dem Kurzfilm Sitting Babies. 2012 war er in dem Indie-Filmdrama Just 45 Minutes from Broadway des Regisseurs Henry Jaglom zu sehen. Im Science-Fiction-Blockbuster Die Tribute von Panem – The Hunger Games von 2012 und der Fortsetzung Die Tribute von Panem – Catching Fire von 2013 war Quaid in der Rolle Marvel zu sehen. Es folgten weitere Nebenrollen in größeren Produktionen, etwa in der Fernsehserie Vinyl (2016) und Steven Soderberghs Krimikomödie Logan Lucky (2017).
2019 gelang Quaid der Durchbruch mit einer der Hauptrollen in der satirischen Superhelden-Serie The Boys, die sich zu einem großen Erfolg entwickelte.

## Filmografie
- 2011: Sitting Babies (Kurzfilm)
- 2012: Just 45 Minutes from Broadway
- 2012: Die Tribute von Panem – The Hunger Games (The Hunger Games)
- 2013: Die Tribute von Panem – Catching Fire (The Hunger Games: Catching Fire)
- 2015: Running Wild
- 2016: Vinyl (Fernsehserie, 9 Folgen)
- 2017: Logan Lucky
- 2018: Rampage – Big Meets Bigger (Rampage)
- 2018: Smallfoot – Ein eisigartiges Abenteuer (Smallfoot, Stimme)
- 2019: Plus One
- 2019–2020: Harvey Miezen für immer! (Harvey Girls Forever!, Fernsehserie, 27 Folgen, Stimme)
- seit 2019: The Boys (Fernsehserie)
- 2020–2024: Star Trek: Lower Decks (Fernsehserie, 50 Folgen, Stimme)
- 2022: Scream V
- 2023: Scream VI
- 2023: Oppenheimer
- 2023: Star Trek: Strange New Worlds (Fernsehserie, Folge 2x07)
- seit 2023: My Adventures with Superman (Fernsehserie, Stimme)
- 2025: Companion – Die perfekte Begleitung (Companion)
- 2025: Mr. No Pain (Novocaine)
- 2025: Heads of State